# Wardzyn
Wardzyn (do 2008 roku Wardzyń) – wieś w Polsce położona w województwie łódzkim, w powiecie łódzkim wschodnim, w gminie Brójce.
Wardzyn (Wardzyń) był wsią kapituły katedralnej krakowskiej w powiecie piotrkowskim województwa sieradzkiego w końcu XVI wieku. W latach 1975–1998 miejscowość administracyjnie należała do ówczesnego województwa łódzkiego.
Wieś dzieli się na dwie części Wardzyn Nowy (założony później) i Wardzyn Stary (założony wcześniej).
Wieś Wardzyn powstała około 1410 roku. Andrzej, dziedzic Bukowca, otrzymał przywilej królewski lokowania na prawie niemieckim wsi Warzelino (późniejsza nazwa: Wardzyn). W 1419 roku wieś przeszła w posiadanie kapituły krakowskiej. Przez Wardzyn prowadziła droga napoleońska. Od 1955 roku wieś należała do GRN (Gromadzkiej Rady Narodowej), a od 1973 do gminy Brójce.